# Герб Микільського
Герб Микільського - офіційний символ селища Микільське Маріупольського району Донецької області затверджений 29 січня 1999 року рішенням сесії селищної ради №5.
Автор герба: Олег Ігорович Киричок.
Герб у форматі УГТ, що має в основі іспанський щит та українську систему геральдичних прикрас, є неофіційним.
Офіційний герб селища затверджено на французькому щиті.

## Опис
Щит понижено хвилеподібно перетятий золотом і зеленню, на лінії перетину лазурова ріка, облямована знизу золотом. На верхній частині дуб із зеленою кроною і стовбуром натурального кольору, на нижній золота шабля.
Микільське засновано козаком Гладким, в пам'ять чого до гербу покладена козацька шабля.
Поселення розміщене на річці Калець, що показує лазурова ріка. Дуб показує, що поблизу Микільського розміщений великий дубовий гай.
Зелений колір — символ сільського господарства — головного виду виробничої діяльності жителів селища; золотий колір — символ слави і мужності, з іншого боку — колір стиглого жита, основної культури, що росте в цих місцях.

### Символізм
Засновану 1831 року станицю козаки назвали Микільською. По-перше, вони дуже шанували Святого Миколая; по-друге, саме в день Святого Миколая, тобто літнього Миколи, 9 травня 1828 року засновник станиці кошовий отаман Йосип Гладкий зі своїми однодумцями вийшов з турецьких земель.
Списи замінили собою шаблю і символізують Азовське козацьке військо.
Лазуровий колір щита символізує собою річку Калець.